# ایت هیدنس‌کیپ
هایدنسکیپ (به هلندی: It Heidenskip) یک منطقهٔ مسکونی در هلند است که در سودوست-فریسلان واقع شده‌است. هایدنسکیپ ۳۳۵ نفر جمعیت دارد.